# Franjo Dijak
Franjo Dijak (Zagreb, 2. lipnja 1977.) je hrvatski kazališni, televizijski i filmski glumac.

## Filmografija

### Televizijske uloge
- "Žutokljunac" kao Franjo (2005.)
- "Operacija Kajman" kao Ljubo (2007.)
- “Nedjeljom ujutro, subotom navečer” kao bijesni susjed (2012.)
- “Čuvar dvorca” kao Kapetan JNA Uzelac (2017.)

### Filmske uloge
- "Mondo Bobo" (1997.)
- "Na mjestu događaja" (1998.)
- "Rano buđenje" (1999.)
- "Srce nije u modi" kao Robert Novak (2000.)
- "Veliko spremanje" kao Igor (2000.)
- "Holding" kao policajac (2001.)
- "Kraljica noći" kao Švabo (2001.)
- "Seks, piće i krvoproliće" (2004.)
- "Duga mračna noć" (2004.)
- "Lopovi prve klase" kao glumac (2005.)
- "Karaula" kao Budiščak (2006.)
- "Sve džaba" kao Josip (2006.)
- "Gospođa za prije" kao mladi franjevac (2007.)
- "Pravo čudo" kao Ante (2007.)
- "Moram spavat', anđele" kao inspektor (2007.)
- "Iza stakla" kao Majin brat (2008.)
- "Crnci" kao Franjo (2009.)
- "Metastaze" kao Filip (2009.)
- "Majka asfalta" kao Alen (2010.)
- "Koko i duhovi" kao Drago (2011.)
- "Visoka modna napetost" (2011.)
- “Goran”  kao Goran (2017.)
- “Mali” kao Frenki (2018.)

### Sinkronizacija
- "Mjesečeva ratnica" kao više likova (2001.)
- "Garfield i prijatelji" kao Jon Arbuckle i Sheldon
- "Spider-Man" kao Peter Parker/Spider-Man (2003.)
- "Legenda o medvjedu" kao Kenai (2003.)
- "Pokretni dvorac" kao Vihor (2004.)
- "Shrek 2" (2004.)
- "Balto 3: Na krilima promjene" kao Mel (2004.)
- "Riba ribi grize rep" kao Lenny (2004.)
- "Garfield, 2" kao Jon Arbuckle (2004., 2006.)
- "A.T.O.M." kao Axel Manning (2005.)
- "Arthur u zemlji Minimoya" kao Betameche (2006.)
- "Medvjedići dobra srca: Put u Zezograd" kao Gundžo (2006.)
- "Kad krave polude" kao Otis (2006.)
- "Ninja kornjače" kao Leonardo (2007.)
- "Shrek Treći" kao Arthur Pendragon (2007.)
- "Pčelin film" kao Sting, Artie, Sandy Shrimpkin, vodobuba, pčela i putnik u avionu (2007.)
- "Kung Fu Panda 1, 2, 3" kao Po (2008., 2011., 2016.)
- "MaksimUm" kao otac u gužvi (2010.)
- "Žabac Regi" kao Regi (2014.)
- "Balerina i Viktor" kao Viktor (2016.)
- "Petar Zecimir" kao Tomica Gregorec (2018.)
- "Vili Kočnica" kao Vili Kočnica (2018.)
- "Petar Zecimir: Skok u avanturu" kao Tomica Gregorec (2021.)

## Vanjske poveznice
- Franjo Dijak u internetskoj bazi filmova IMDb-u (engl.)
- Stranica na Gavella.hr